# Agharta (Manga)
Agharta (jap. アガルタ agaruta) ist eine Manga-Serie des japanischen Zeichners Takahal Matsumoto.

## Veröffentlichungen
Agharta erscheint in Japan seit 1997 in Fortsetzungskapiteln im Manga-Magazin Ultra Jump des Shūeisha-Verlags. Diese Fortsetzungskapitel werden auch in unregelmäßigen Abständen zu bisher neun Sammelbänden zusammengefasst.
Auf Deutsch erschienen von 2001 bis 2006 acht Bände bei Planet Manga.

## Handlung
Auf einer zur Wüste gewordenen Erde der Zukunft lebt Juju, der für die Mafia arbeitet. Als ihm eines Tages das geheimnisvolle Mädchen Rael begegnet, folgt er ihr auf die Insel High Ground. Rael wird dort anscheinend gefangen gehalten und unternimmt einen Fluchtversuch, der jedoch daran scheitert, dass sie ungewöhnlich viel Wasser benötigt und sofort hohes Fieber bekommt, wenn sie nicht regelmäßig trinkt.
Somit muss Juju, der Rael beschützen will, sich auf den Weg machen, um Wasser in der Wüste zu finden. Die beiden werden jedoch beobachtet und verfolgt.